# Пириа, Паоло
Паоло Пириа (итал. Paolo Piria; род. 11 июля 1968, Альгеро, Италия) — итальянский художник. Представитель современного итальянского искусства, сторонник абстракционизма. В 2009 году на Венецианской биеннале получил «Золотого Льва» в изобразительном искусстве.

## Биография
В 1990-е годы переезжает в Парму, где он работает с MontMartre — одним из престижных аукционных домов современного искусства. Работы Паоло Пириа были добавлены в каталоги MontMartre и проданы. В 2000 году он возвращается на Сардинию, где продолжает исследования и изучения цвета и материи.
В 2005 году он решает полностью посвятить себя искусству, начиная плотный график выставок, и получает первое официальное утверждение во многих конкурсах, выставках, а также во многих критиках современного искусства.

## Творчество
Будучи еще ребенком Паоло Пириа начал проявлять интерес к живописи, экспериментируя с различными стилями, материалами и техниками.
Искусство эпохи Возрождения для художника являлось высокой точкой не только на итальянском уровне, но и на мировом. Современное же искусство, более убедительное, так как его развитие показывает нам, куда мы двигаемся, и в то же самое время может являться отрицательным показателем в ситуациях человеческой эволюции.

## Премии
- 2006 Декабрь — Диплом за заслуги «6-й Международный Гран-при искусства» — Рим.
- 2006 Декабрь — Премия критиков «6-я Международная Гран-При в искусстве» — Рим.
- 2006 Декабрь — Финалист 6-й Международной премии «OpenArt» — Рим
- 2006 Декабрь — Финалист 2-й Международной премии Бьеннале в Палермо ArtBoè.
- 2006 Декабрь — Премия критиков на Международном Бьеннале в Палермо ArtBoè.
- 2007 Май — Победитель на международной выставке «I Colori dal mondo», Рим.
- 2007 Июнь — Международное признание (в критике) «L’Ercole di Brindisi 2007» в Бриндизи.
- 2007 Июнь — Назначен «послом итальянского искусства в мире» в Академии изобразительных искусств Лечче — Италия и Сант Албанс, MacClesfield — Англия.
- 2007 Август — Победитель международной выставки « I Бьеннале визуальных искусств», Таормина.
- 2007 Август — Международное признание «Tagra città di Taormina», Таормина.
- 2007 Октябрь — Финалист «4 Trofeo G.B. Moroni», Бергамо.
- 2007 Октябрь — Диплом за заслуги «4 Trofeo G.B. Moroni», Бергамо.
- 2008 Январь — Международная премия «Оскар в искусстве 2008» награждён Международной академией Европы — Катания.
- 2008 Июнь — Победитель в международной выставке «III Biennale del mediterraneo», Катания.
- 2008 Декабрь — Международное признание «Город двух морей 2008» (итал. città dei due mari 2008) присвоенный муниципалитетом Таранто.
- 2008 Декабрь — Финалист 3-й международной премии Бьеннале, Палермо ArtBoè.
- 2008 Декабрь — Премия критиков на «Международная Бьеннале, Палермо» ArtBoè.
- 2009 Январь — Премия Золотого Льва Венеции в изобразительном искусстве, Палермо.
- 2009 Февраль — (итал. Targa Sever D'Oro)первое место за художественные заслуги, Милан.
- 2009 Декабрь — Финалист, премия (итал. premio città di N.Y.), Нью-Йорк.
- 2010 Январь — Получает премию «Trofeo città di N.Y.» (недоступная ссылка), Нью-Йорк.
- 2010 Ноябрь — Признание критиками в международной выставке «L’Ercole di Brindisi 2010», Бриндизи.
- 2010 Ноябрь — Назначается «Послом искусства в Средиземноморье» присвоен Академией изобразительных искусств в Лечче — генеральное Консульство Греции.

## Выставки
- 2012 Паоло Пириа — Институт искусств, Альгеро.
- 2009 Паоло Пириа — Академия Severiade, Милан.
- 2009 Паоло Пириа — галерея Il Tempio в Палермо.
- 2008 Паоло Пириа — галерея The Meltig pot «4Art», Альгеро.
- 2008 Паоло Пириа — галерея La Lega Navale «4Art», Альгеро.
- 2008 Паоло Пириа — «Hotel Carlos V», Альгеро.
- 2008 Паоло Пириа — ArtPiùGallery, Милан.
- 2007 Паоло Пириа — «Piazza Cittadella», Бергамо.
- 2007 Паоло Пириа — «Gran Gala dello Sport e Televione», Альгеро.
- 2007 Паоло Пириа — Alulife (недоступная ссылка), Милан.
- 2007 Паоло Пириа — «Giardino Archeologico delle Naumachie», Таормина.
- 2007 Паоло Пириа — «Il Refettorio», Альгеро.
- 2007 Паоло Пириа — галерея Cassiopea, Рим.
- 2007 Паоло Пириа — официальный список участников 13x17.PadiglioneItalia — Венецианская биеннале под руководством P.Daverio, Венеция.
- 2007 Паоло Пириа — «Rosa a Moro» в Порто Ротондо Коста Смеральда (итал. Costa Smeralda).
- 2007 Паоло Пириа — ArtPiùGallery, Милан.
- 2007 Паоло Пириа — sidecar eventi, Милан.
- 2007 Паоло Пириа — галерея il Portico, Палермо
- 2007 Паоло Пириа — Академия Severiade, Милан.
- 2007 Паоло Пириа — Sale del Bramante, Рим.
- 2006 Паоло Пириа — Arte in movimento, Кабрас
- 2006 Паоло Пириа — «Rosa a Moro» в Порто Ротондо Коста Смеральда (итал. Costa Smeralda).
- 2006 Паоло Пириа — Музей S’Olivariu Гоннеза.
- 2006 Паоло Пириа — «Roccie Bianche», Сэгариу.
- 2006 Паоло Пириа — Expo Burnout Club, Альгеро.
- 2005 Паоло Пириа — Монастырский двор королевы Маргериты, Сассари.
- 2005 Паоло Пириа — «Spiaggia del Calik», Альгеро.
- 2005 Паоло Пириа — Реализована картина/логотип для GSS Finale Nazionale в городе Альгеро.
- 1999 Паоло Пириа -MontMartre, Парма.

## Галерея

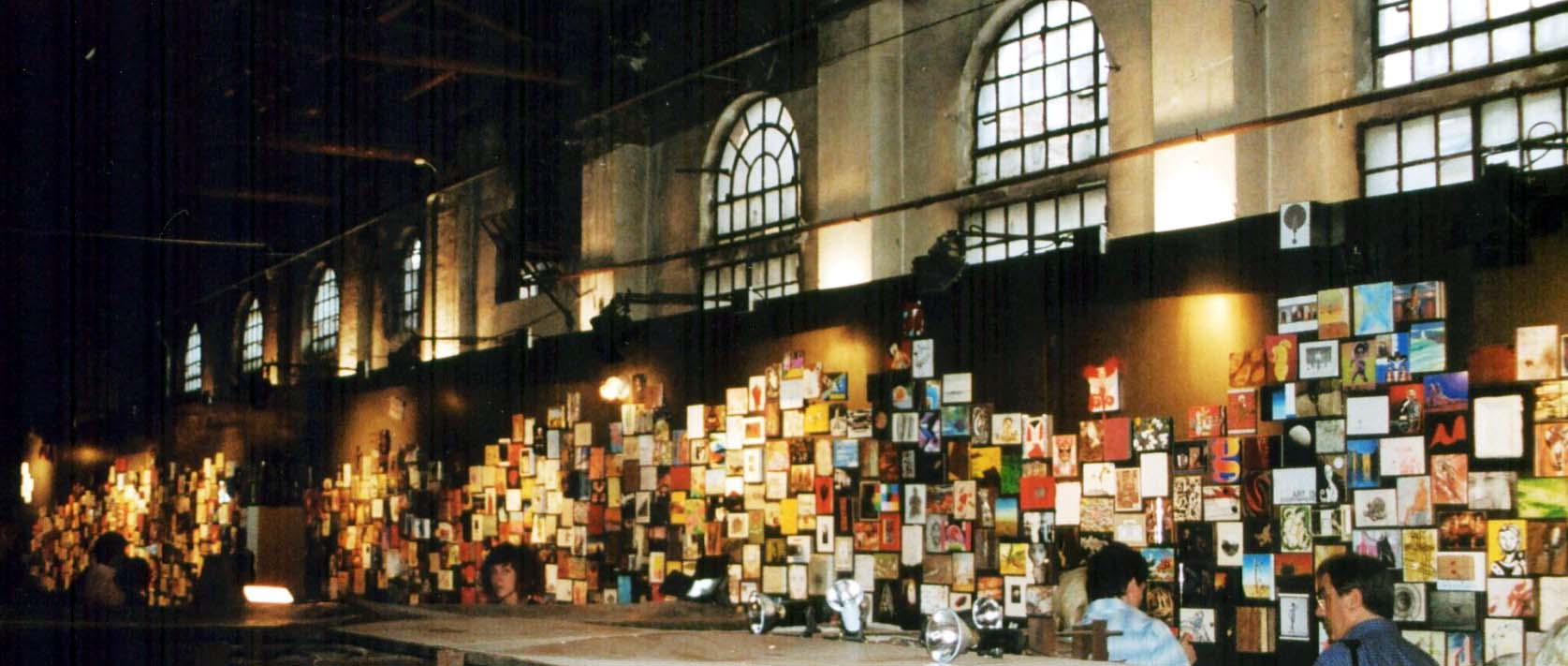
Паоло Пириа на 52 Бьеннале Венеции
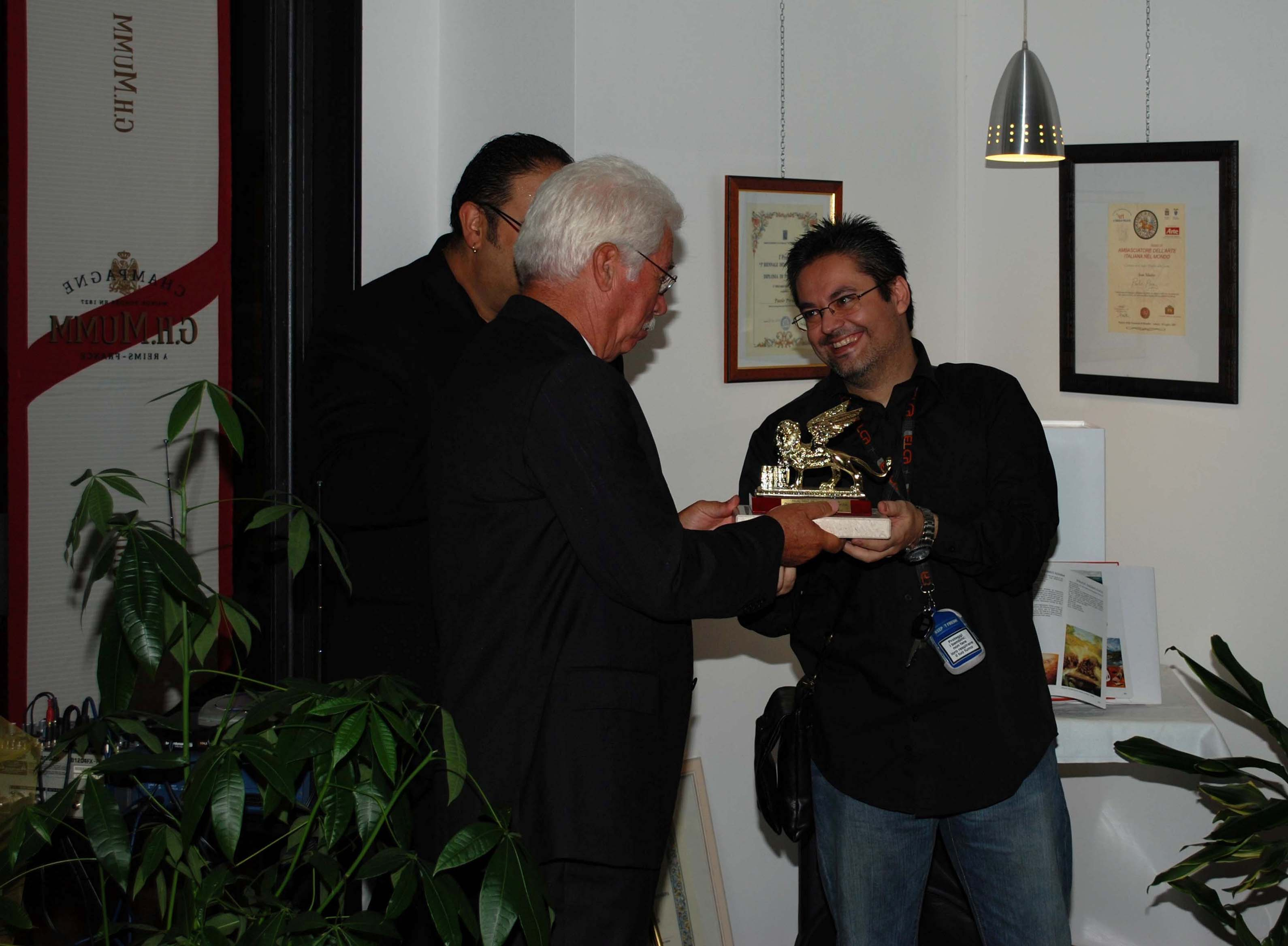
Паоло Пириа выиграл Золотого Льва Венеции
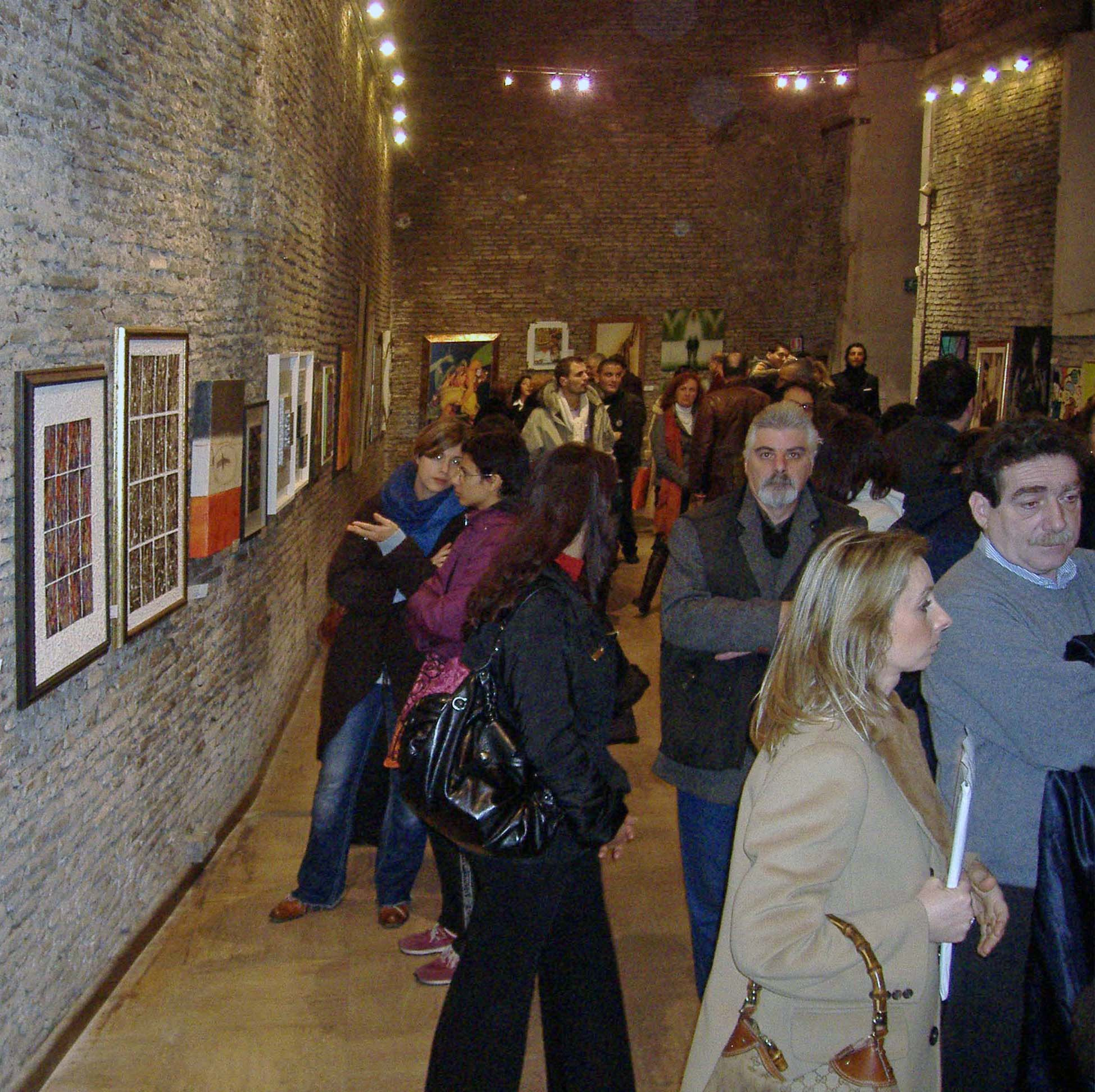
OpenArt Bramante, Рим
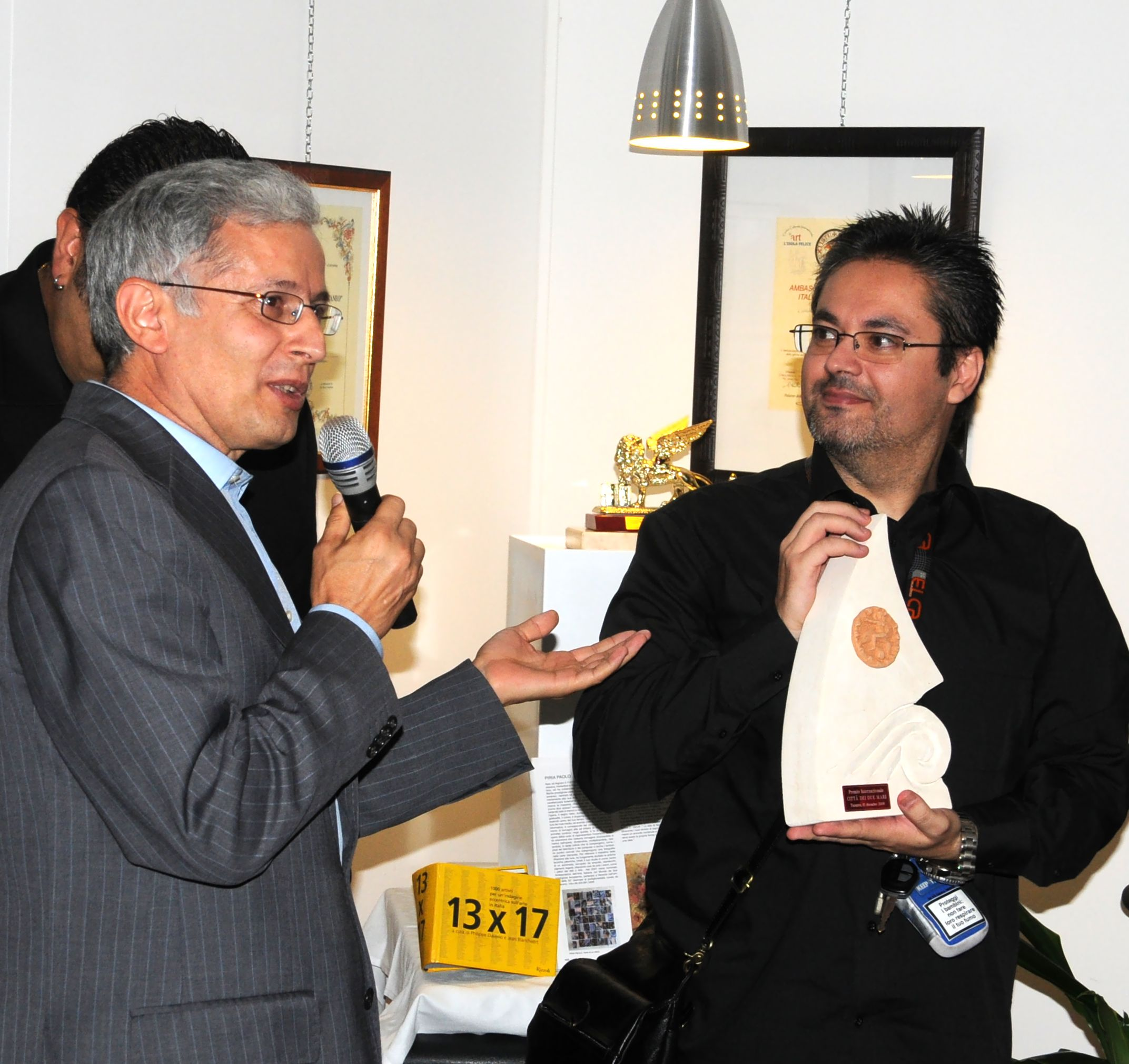
Премиация «Город двух море», Таранто
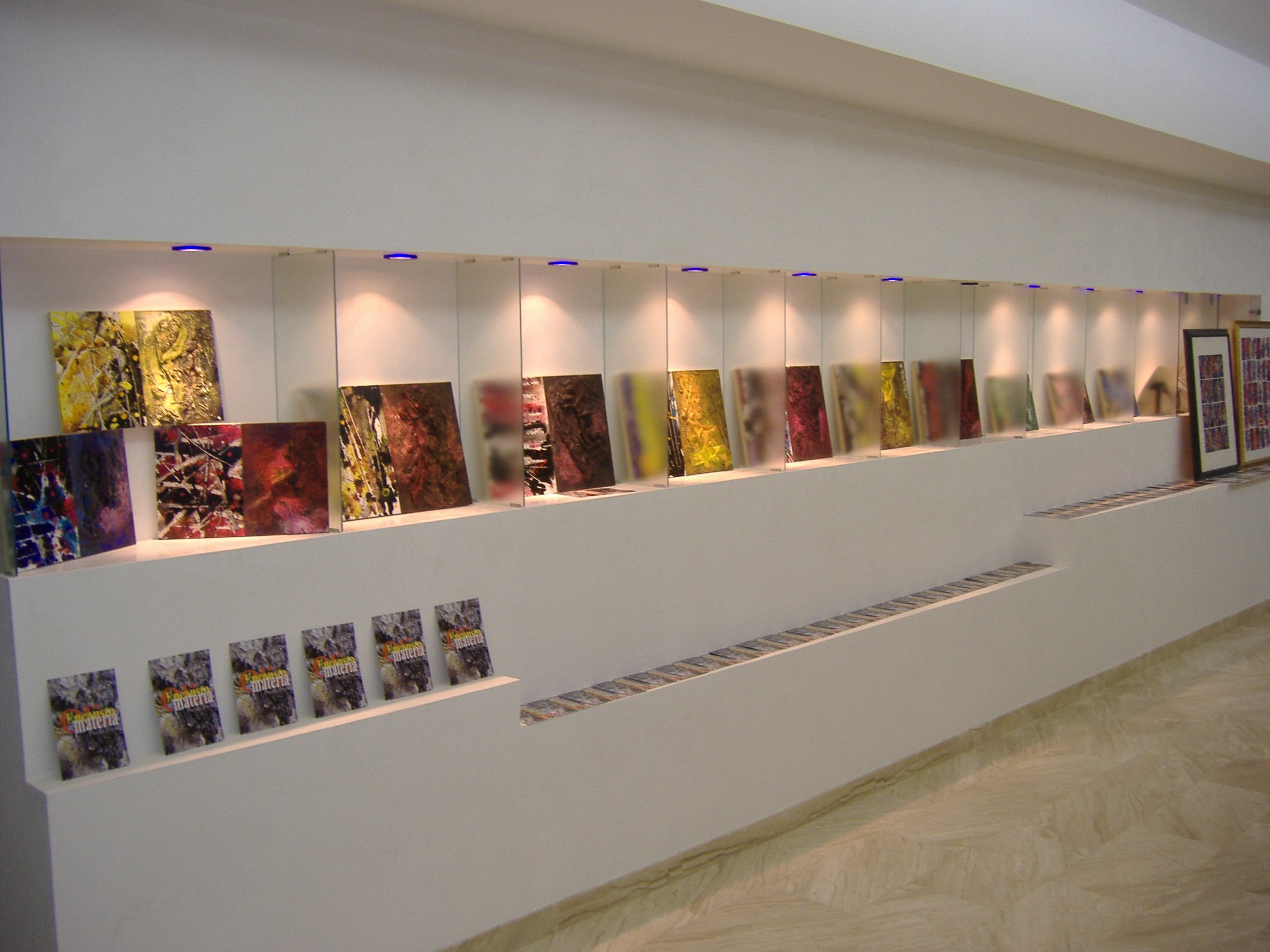
Arte in movimento Cabras
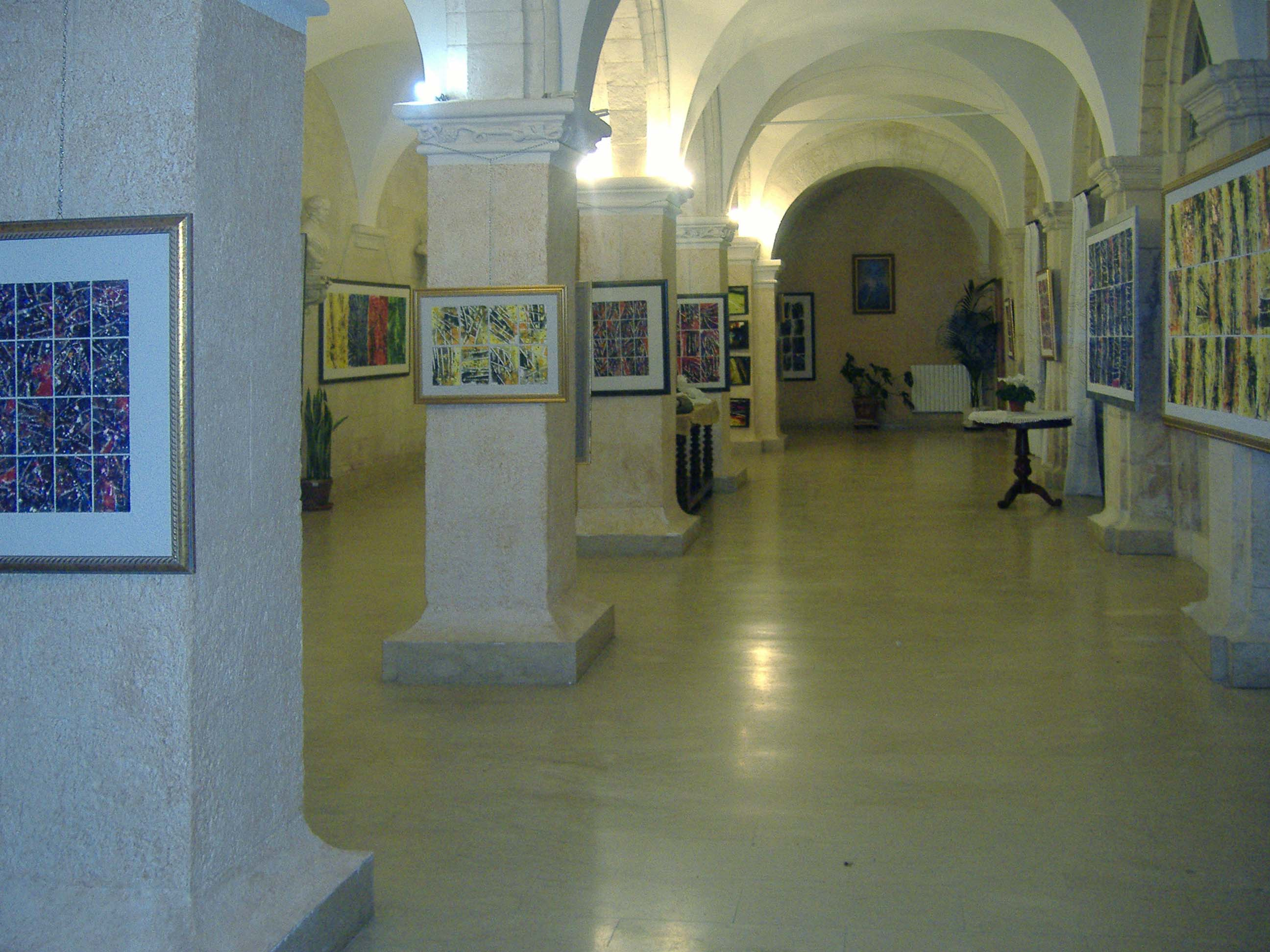
Монастырский двор королевы Маргариты
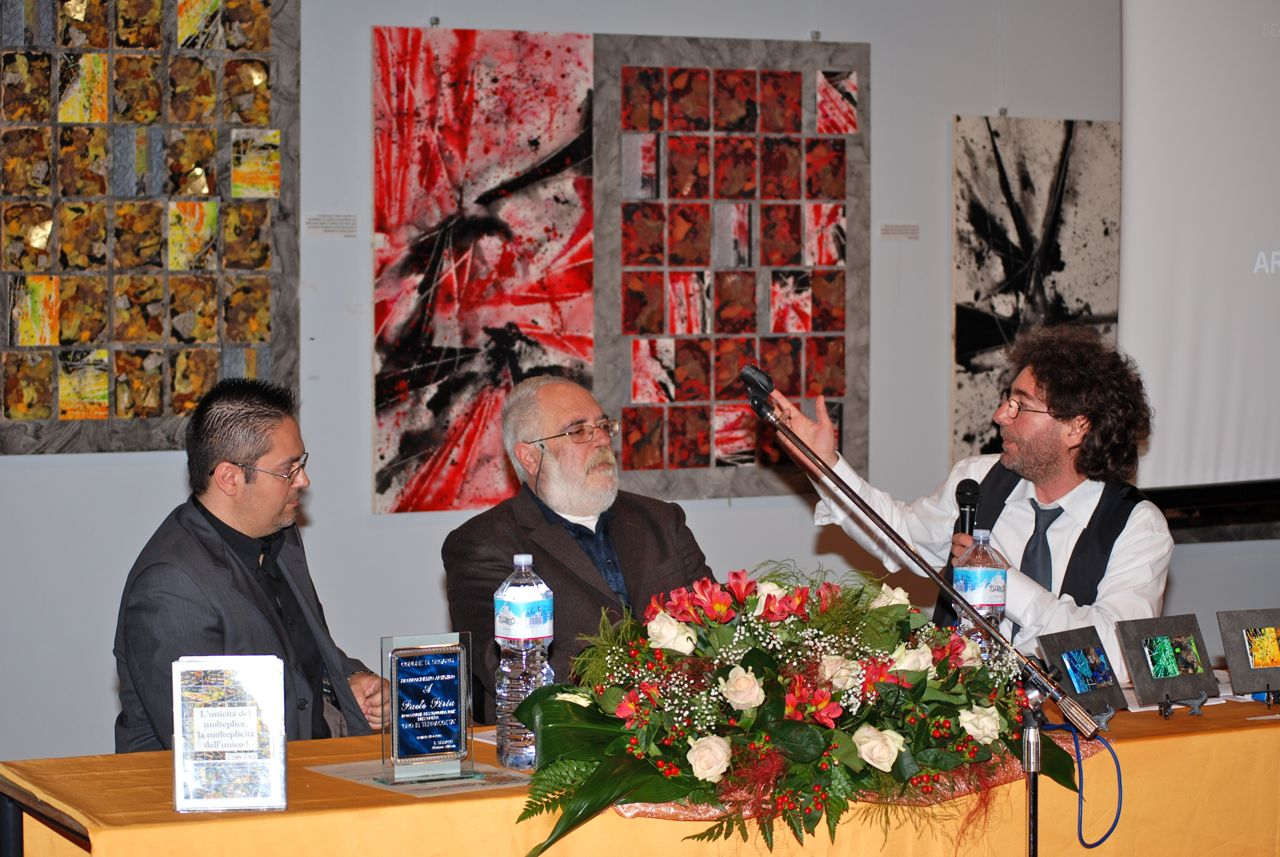
Конференция перед открытием выставки Пириа в Сегарио